# Jung-gu (Daegu)
Jung-gu es un distrito que abarca el centro de la ciudad de Daegu, Corea del Sur. Limita con la mayoría de los otros distritos de Daegu, incluidos Nam-gu, al sur, Seo-gu, al oeste, Buk-gu, al norte, y Dong-gu y Suseong-gu, al este. La frontera norte está formada por el ferrocarril Gyeongbu Line, y la frontera oriental de la corriente Sincheon.

Jung-gu está en el nexo de Daegu Línea 1 del metro y la Línea 2 del metro de Daegu. Daegu Línea 3 del metro también pasará por el barrio cuando esté terminado.

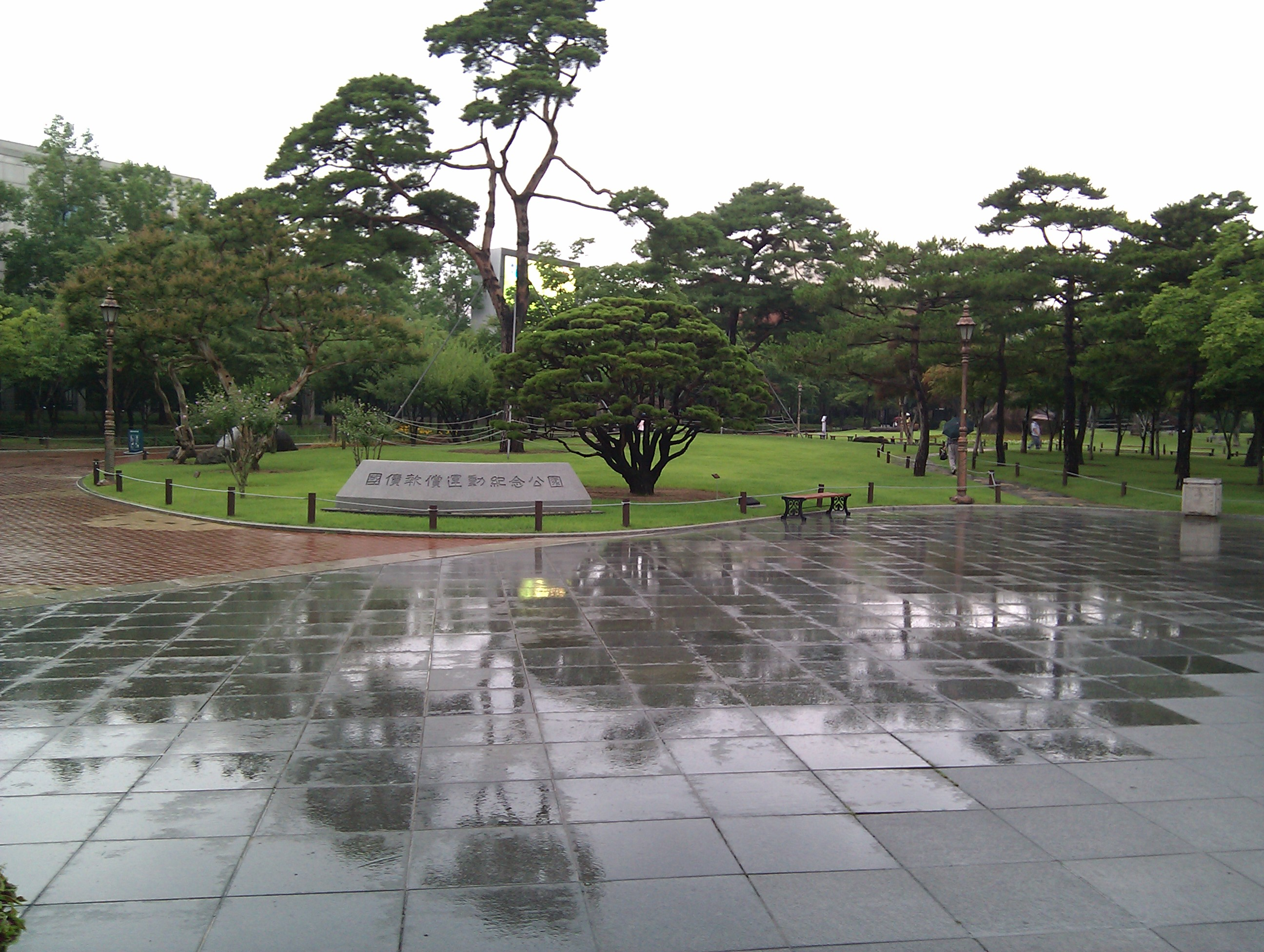
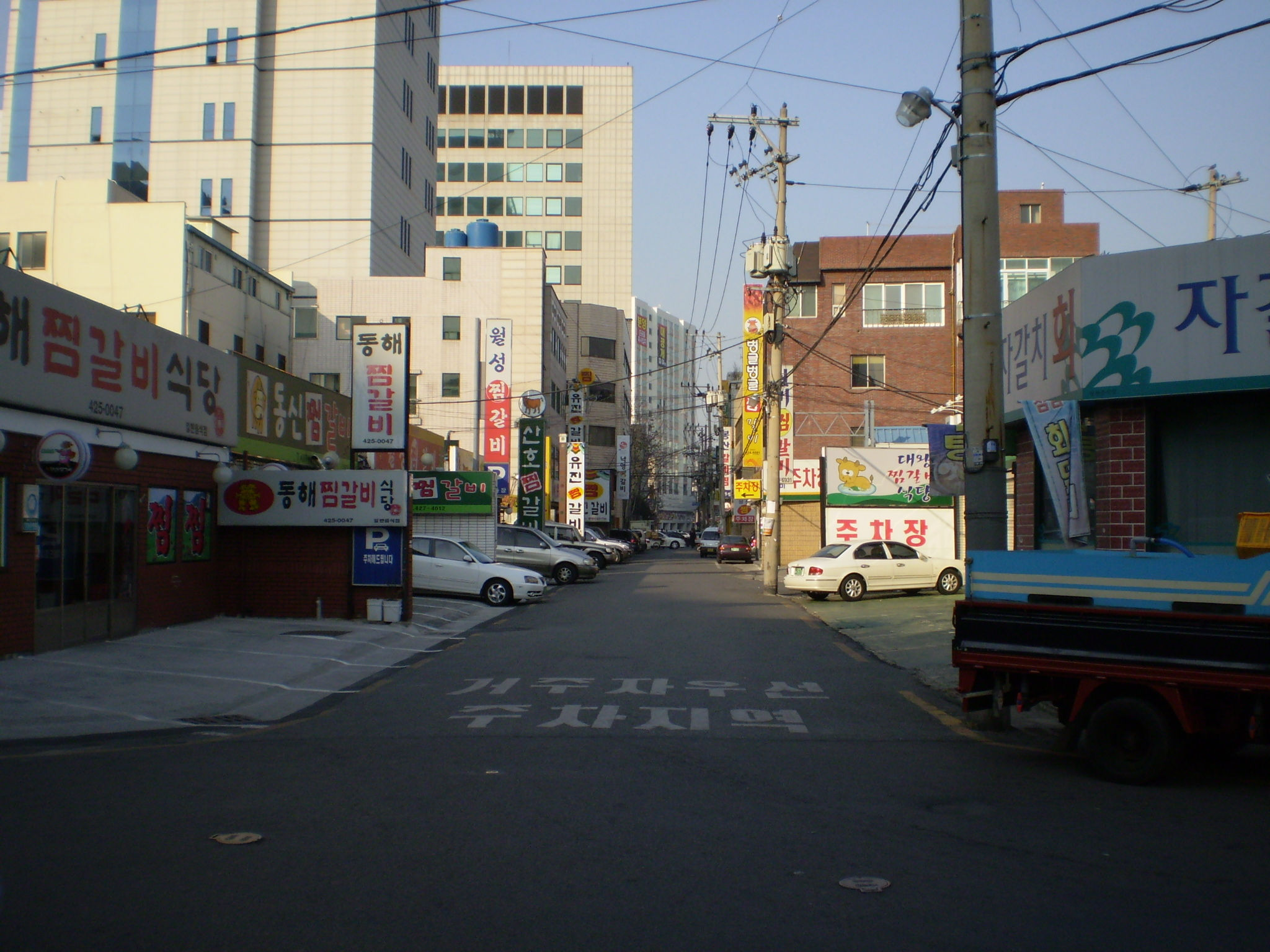
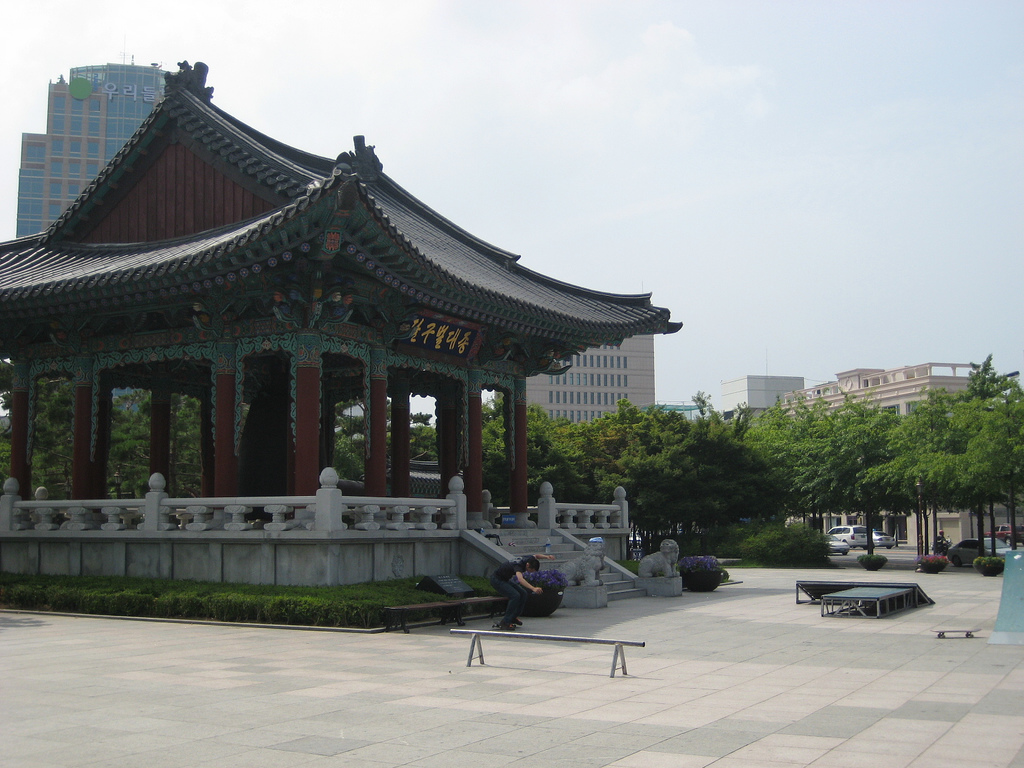